# Louis Morot
Louis René Marie François Morot (1854-1915) fue un naturalista francés.

## Algunas publicaciones
- 1894. Quelques champignons du Congo. Con N. Patouillard, 2 pp.

### Libros
- 2010. Journal de Botanique. Vol. 6: 1892 (1892), reimpreso de Kessinger Publ. 65 pp. ISBN 1168493013, ISBN 9781168493019
- 1885. Recherches sur le péricycle ou couche périphérique du cylindre central chez les phanérogames. Annales des sciences naturelles. Botanique et biologie végétales. Ed. G. Masson, 309 pp.

## Eponimia
- (Crassulaceae) Sedum morotii Raym.-Hamet[1]